# Digimon Tamers: Battle Spirit Ver. 1.5
Digimon Tamers: Battle Spirit Ver. 1.5 (デジモンテイマーズ バトルスピリット Ver.1.5?, Dejimon Teimāzu Batoru Supiritto Ver. 1.5) è un videogioco picchiaduro a incontri sviluppato da Dimps e pubblicato da Bandai, appartenente al franchise Digimon. Il gioco è stato distribuito esclusivamente sul mercato giapponese per la console portatile WonderSwan Color nel 2002. Si tratta di una versione migliorata di Digimon Battle Spirit (quest'ultimo uscito anche in occidente) e presenta nuove modalità e personaggi. A differenza del predecessore e del seguito Digimon Battle Spirit 2, non è mai stato convertito per Game Boy Advance.

## Trama
La trama di base è la medesima di Digimon Battle Spirit, tuttavia adesso il malvagio Millenniummon sembra essere dotato di un'ulteriore forma chiamata ZeedMillenniummon, che non esiterà a sfruttare al momento opportuno per fermare chiunque cercherà di ostacolarlo durante la distruzione di Digiworld.

## Modalità di gioco
Digimon Tamers: Battle Spirit Ver. 1.5 è essenzialmente una versione migliorata di Digimon Battle Spirit. Il gioco presenta quasi tutte le caratteristiche della versione originale assieme a nuove arene, personaggi, brani musicali, una trama leggermente più lunga e diversi altri bonus. Il video d'apertura è simile a quello impiegato nella prima edizione ma è stato esteso e adesso presenta tutti i membri del cast. Se si gioca in modalità normale o difficile senza mai perdere, una volta sconfitto Millenniummon, si avrà la possibilità di affrontare ZeedMillenniummon, il secondo boss finale.
Tutti i personaggi, inclusi i Digimon sbloccabili dell'edizione originale sono disponibili dal principio, ad eccezione di Impmon. Inoltre, sono stati aggiunti Patamon e Gatomon, insieme alle rispettive digievoluzioni Seraphimon e Ophanimon. Ci sono due Digimon da sbloccare; ExtraGuilmon (che può essere ottenuto completando il gioco alla massima difficoltà in modalità giocatore singolo e sbloccando la targhetta definitiva), che si differenzia dal Guilmon normale per la possibilità di diventare Gallantmon Crimson Mode, e Impmon (che si sblocca terminando una partita ottenendo la targhetta campione), il quale è diventato in grado di digievolvere in Beelzemon Blast Mode, abilità di cui non disponeva nella prima versione. Inoltre lo stesso personaggio non apparirà più occasionalmente come miniboss, ma bensì sarà un semplice sfidante dotato di una propria arena. Un'altra novità riguarda gli Stemmi Domatore, ovvero delle targhette ottenibili dopo aver sconfitto il boss finale ed aver raccolto un numero elevato di "D-Spirits"; più punti verranno raccolti e migliore sarà il giudizio. Le targhette potranno poi essere visualizzate nella modalità Collezione.
Il titolo introduce anche un minigioco chiamato Tiro al Digimon (Digimon Shoot), il quale prende come ispirazione l'hockey sul ghiaccio. L'obiettivo è spingere fuori dal campo i dischi degli avversari prima che siano loro a riuscirci. La modalità multiplayer è possibile collegando due WonderSwan Color fra loro oppure con un Digivice D-Ark, inoltre questa versione è retrocompatibile con il primo Digimon Battle Spirit, consentendo così anche ai giocatori in possesso di quest'ultima di poter sfidare quelli della nuova, apportando però alcune limitazioni, infatti non si potranno utilizzare Patamon, Gatomon e ExtraGuilmon.

## Sviluppo
Digimon Tamers: Battle Spirit Ver. 1.5 è stato sviluppato da Dimps, studio che aveva già lavorato precedentemente al primo Digimon Battle Spirit. Il gioco è stato pubblicato per la prima volta in Giappone il 27 aprile 2002 per WonderSwan Color edito da Bandai. A differenza del suo predecessore non è mai stato convertito per Game Boy Advance ed è rimasto inedito in occidente. I personaggi di Patamon e Gatomon sono stati inseriti come personaggi giocabili a seguito delle numerose richieste da parte dei fan tramite un sondaggio indetto da Dimps.

## Sequel
Il 7 dicembre 2002 è stato pubblicato in Giappone sempre su WonderSwan Color un sequel, Digimon Battle Spirit 2, il quale è scollegato a livello di trama ed è ambientato nell'universo di Digimon Frontier. Tale gioco è giunto anche nel mercato occidentale come titolo per Game Boy Advance, rispettivamente il 23 settembre 2003 in Nord America e il 27 agosto 2004 in Europa.

## Accoglienza
Al momento dell'uscita, i quattro recensori della rivista Famitsū hanno dato un punteggio di 26/40.
Lucas M. Thomas e Craig Harris di IGN hanno affermato che 1.5 sarebbe uno di quei giochi che gli piacerebbe vedere sul servizio DSiWare per Nintendo DSi. I due hanno sostenuto "sarebbe ancora interessante vedere questo gioco sui sistemi DSi attraverso il download digitale -- da giocare per divertimento, ma anche per il posto che ha ricoperto nella storia dell'industria", riferendosi al fatto che è stato uno degli ultimi titoli usciti per WonderSwan Color. I due redattori paragonarono il gioco alla serie Super Smash Bros. e menzionarono Jump Super Stars come titolo con delle idee simili.